# Bob Pinedo
Herbert Michael (Bob) Pinedo (Willemstad (Curaçao), 25 augustus 1943) is een Curaçaosche oncoloog. Hij was tot 2008 hoogleraar aan de Vrije Universiteit Amsterdam en grondlegger van het VUmc Cancer Center in Amsterdam. In 1997 ontving hij de Nederlandse Spinozapremie.

## Studie en werk
Pinedo ging in 1960 medicijnen studeren aan de Rijksuniversiteit Leiden. Hij specialiseerde zich in de interne geneeskunde en promoveerde in 1972 in Leiden op een proefschrift over renovasculaire hypertensie. Als hoofd van de kliniek interne geneeskunde van het Academisch Ziekenhuis Utrecht viel hem de eenzijdige Nederlandse chirurgische aanpak van kanker op. Hij verdiepte zich in andere mogelijke behandelwijzen en studeerde twee jaar aan het National Cancer Institute in Amerika. In 1979 begon hij als hoogleraar oncologie aan het VU Medisch Centrum. Hij werd ook hoofd van het farmacologisch laboratorium van het Nederlands Kanker Instituut. Later was hij de grondlegger (en tussen 2003 en 2005 directeur) van het CCA (VUmc Cancer Centre Amsterdam). Pinedo nam in 2008 afscheid als hoogleraar. In zijn afscheidsrede pleitte hij voor verruiming van de leeftijdsgrens van bevolkingsonderzoek naar kanker. Na zijn pensionering werkte Pinedo aan de Universiteit Twente nog aan de nanopil, die darmkanker in een vroegtijdig stadium zou kunnen vaststellen. Pinedo was medeoprichter van de wetenschappelijke tijdschriften Annals of Oncology en van The Oncologist. Hij was president van de Federation of European Cancer Societies en van de European Society of Medical Oncology.

## Prijzen en onderscheidingen
Pinedo ontving in 1995 de Josef Steiner Krebsforschungspreis, in 1997 de Spinozapremie, in 2006 de IJ-prijs van de gemeente Amsterdam, en in 2014 de David A. Karnofsky Memorial Award. Hij is lid van de Royal Society of Medicine en van de Koninklijke Nederlandse Akademie van Wetenschappen. Pinedo is ridder in de Orde van de Nederlandse Leeuw en Commandeur in de Orde van Oranje-Nassau. Sinds 2006 bestaat de Bob Pinedo Cancer Care Award, voor mensen die betekenis hebben gehad op het gebied van kankertherapie en –patiëntenzorg.

## Publicaties (selectie)
- Herbert Michael Pinedo: Renovasculaire hypertensie. Een retrospectief onderzoek bij 167 patiënten. Proefschrift Rijksuniversiteit Leiden. Haarlem, Enschedé, 1972.
- H.M. Pinedo: Het is hoog tijd. Rede, uitgesproken bij de aanvaarding van het ambt van bijzonder hoogleraar in de klinische oncologie aan de Vrije Universiteit te Amsterdam op 10 oktober 1980. Amsterdam, 1980
- H.M. Pinedo: Van hoog TIJ naar HOOGtij, het kan! Over het verband tussen chronisch kanker, infrastructuur en kankerpreventie. Afscheidsrede Vrije Universiteit Amsterdam, 2008.
- Herbert Pinedo, Michael Peckham & Umberto Veronesi: Oxford textbook of oncology, 2 vol., Oxford UP, 1995
- H.M. Pinedo & J. Verweij (red.): Treatment of soft tissue sarkomas, Kluwer 1989
- H.M. Pinedo & J. Verweij (red.): Targeting treatment of soft tissue sarkomas, Kluwer 2004
- H.M. Pinedo & C. Smorenburg (red.): Drugs affecting growth of tumors, Birkhäuser 2006
- H.M. Pinedo & t Giuseppe Giaccone (red.): Drug resistance in the treatment of cancer, Cambridge University Press 1998

## Publicaties over Pinedo
- Carolina Lo Galbo: 'Als dokter zie je allemaal spoken'. In: Vrij Nederland (Jubileumnummer 75), 9 september 2015
- René Steenhorst: De ontdekkingsreis van Bob Pinedo, Patiëntendokter en kankerwetenschapper. Amsterdam, Uitgeverij Prometheus, 2017. ISBN 978-90-446-3537-9